# Río Sacambaya
Der Río Sacambaya ist der linke Quellfluss des Río Cotacajes. Er fließt an den Osthängen der Anden-Kordilleren in dem südamerikanischen Staat Bolivien.

## Flusslauf
Der Río Sacambaya bildet sich am Ostrand der Kordillere Quimsa Cruz aus der Vereinigung des Río Ayopaya mit dem Río Ichoca-Colquiri in einer Höhe von 1734 m. Der Fluss fließt ab seiner Entstehung in nordöstlicher Richtung und bildet nach 37 Kilometern zusammen mit dem von rechts einmündenden Río Negro anschließend den Río Cotacajes. Auf der gesamten Strecke bildet der Río Sacambaya die Grenze zwischen dem Departamento Cochabamba und dem Departamento La Paz.
Der nordöstlich anschließende Río Cotacajes vereinigt sich nach weiteren 125 Kilometern mit dem Río Santa Elena und trägt flussabwärts den Namen Río Alto Beni.